# Lipotriches frenchi
Lipotriches frenchi är en biart som först beskrevs av Cockerell 1912.  Lipotriches frenchi ingår i släktet Lipotriches och familjen vägbin. Inga underarter finns listade i Catalogue of Life.

## Bildgalleri

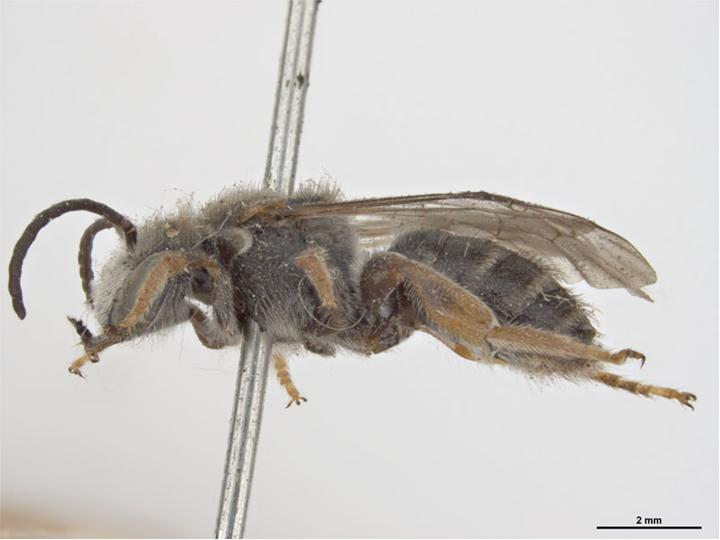